# 休瑟冰原島峰
72°2′S 160°38′E / 72.033°S 160.633°E
休瑟冰原島峰（英語：Heuser Nunatak），是南極洲的冰原島峰，位於維多利亞地的彭內爾海岸，處於費蘭山以南6公里，美國地質調查局根據測量和該國海軍的空中照片繪入地圖，現時由南極條約體系管理。